# Ropica bisbilineata
Ropica bisbilineata là một loài bọ cánh cứng trong họ Cerambycidae.